# Mexikanische Badmintonmeisterschaft 2001
Die Mexikanische Badmintonmeisterschaft 2001 fand in Toluca statt. Es war die 53. Auflage der nationalen Titelkämpfe von Mexiko im Badminton.	

## Sieger und Finalisten
| Disziplin    | Gold                            | Silber                           |
| ------------ | ------------------------------- | -------------------------------- |
| Herreneinzel | Fernando de la Torre            | Luis Lopezllera Lavalle          |
| Dameneinzel  | Abigail García                  | Verónica Estrada                 |
| Herrendoppel | Arturo Amaya Bernardo Monreal   | Fernando de la Torre Luis Suárez |
| Damendoppel  | Laura Amaya Gabriella Rodríguez | Zvetlana Serralde Jan Pin He     |
| Mixed        | Arturo Amaya Gabriella Rodrígue | Bernardo Monreal Laura Amaya     |